# Bönebüttel
Bönebüttel – gmina w Niemczech w kraju związkowym Szlezwik-Holsztyn, w powiecie Plön